# Jorge Agnesi Daesslé
Jorge Agnesi Daesslé (* 11. Juni 1920 in Guadalajara, Jalisco; † 19. August 2015 ebenda) war ein mexikanischer Unternehmer in der Textilindustrie und Präsident der Industrie- und Handelskammer seiner Heimatstadt Guadalajara. Außerdem war er von 1959 bis 1961 Vizepräsident seiner Heimatstadt und von 1963 bis 1967 Vereinspräsident von Deportivo Guadalajara, dem erfolgreichsten Fußballverein der Stadt.

## Leben
Seine Ausbildung erhielt Agnesi Daesslé im Colegio Italiano seiner Heimatstadt und anschließend in der dortigen Universität. 1937 reiste er nach Italien, der Heimat seines Vaters, wo er Betriebswirtschaftslehre, Italienisch und Französisch studierte. Zwei Jahre später kehrte er bei Ausbruch des Zweiten Weltkriegs nach Mexiko zurück. Später verbrachte er ein weiteres Auslandsjahr in Panama City, Florida, wo er seine Englisch-Kenntnisse intensivierte und selbst Spanisch-Unterricht an einer ortsansässigen High School gab.
Während seiner Amtszeit als Vizepräsident unter dem Stadtoberhaupt von Guadalajara, Juan I. Menchaca, trieben die beiden Männer die Verschönerung und Vergrößerung der städtischen Parks und Grünanlagen voran, um die Stadt noch lebenswerter zu gestalten. Nachdem sie im Oktober 1960 die erste Städtepartnerschaft mit Downey in Kalifornien offiziell besiegelt hatten, wurden sie im Januar 1961 zusammen mit anderen hohen Beamten der Stadt Guadalajara zur Rose Parade eingeladen und brachten von dort die Anregung mit, etwa eine Million Rosenstöcke in Guadalajara anzupflanzen. Dies brachte der Stadt den Beinamen „ciudad de las rosas“ (dt. „Stadt der Rosen“) ein.
Während seiner Präsidentschaft beim Club Deportivo Guadalajara organisierte er die erste und umfangreichste Europareise, die der Verein bisher absolviert hat und während der die Fußballmannschaft insgesamt zehn Spiele in fünf Ländern bestritt (darunter auch ihr bisher einziges Gastspiel in Deutschland am 15. Mai 1964 im Weserstadion gegen Werder Bremen, das 1:2 verloren wurde). Außerdem gewann die Mannschaft während seiner Präsidentschaft die beiden letzten Meistertitel ihrer bisher erfolgreichsten Epoche in den Jahren 1964 und 1965. Zugleich war der im Alter von 95 Jahren verstorbene Agnesi Daesslé der letzte überlebende Vereinspräsident aus der Epoche des „Campeonísimo“.

## In eigenen Worten
- „La democracia es una buena forma de gobierno si se aplica ordenadamente y en beneficio de la población. Lo que tenemos ahora es una democracia muy perfectible.“ (dt. „Die Demokratie ist eine gute Regierungsform, wenn sie ordnungsgemäß und zum Wohle der Bevölkerung angewandt wird. Was wir gegenwärtig haben, ist eine stark verbesserungsbedürftige Demokratie.“)[6]